# Torrico
Torrico – gmina w Hiszpanii, w prowincji Toledo, w Kastylii-La Mancha, o powierzchni 33,53 km². W 2011 roku gmina liczyła 861 mieszkańców.